# Pannónia (Motorrad)

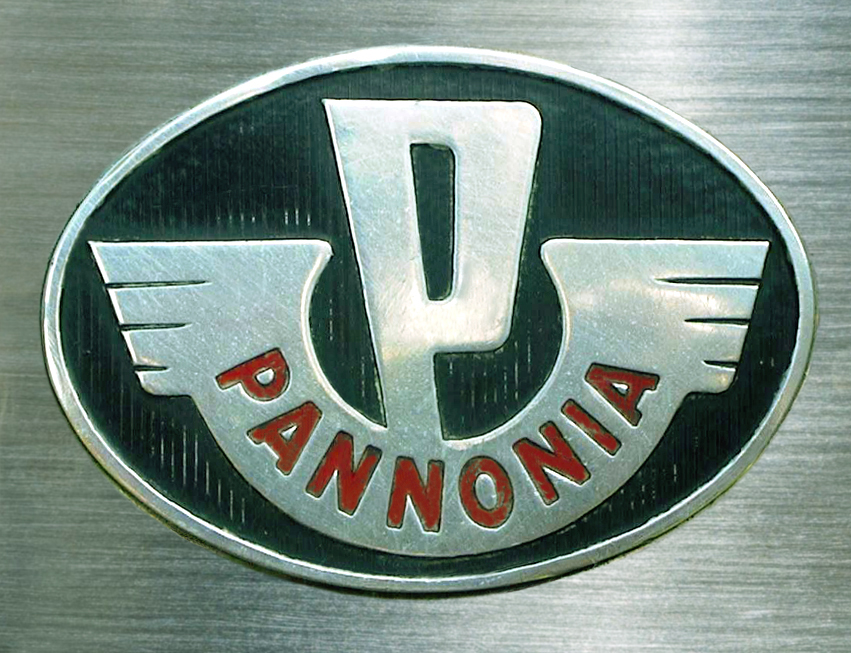
Emblem

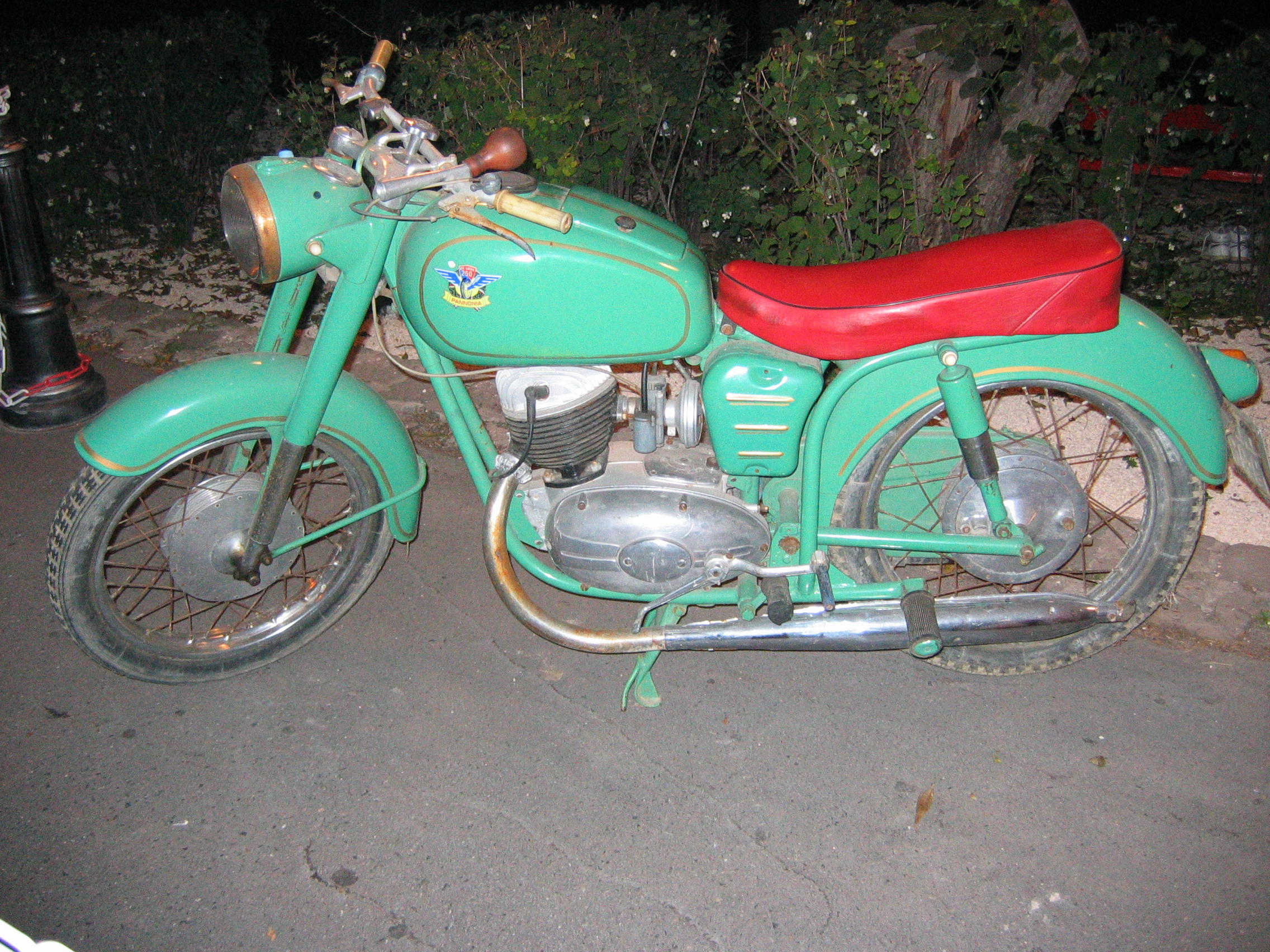
Pannonia TLT

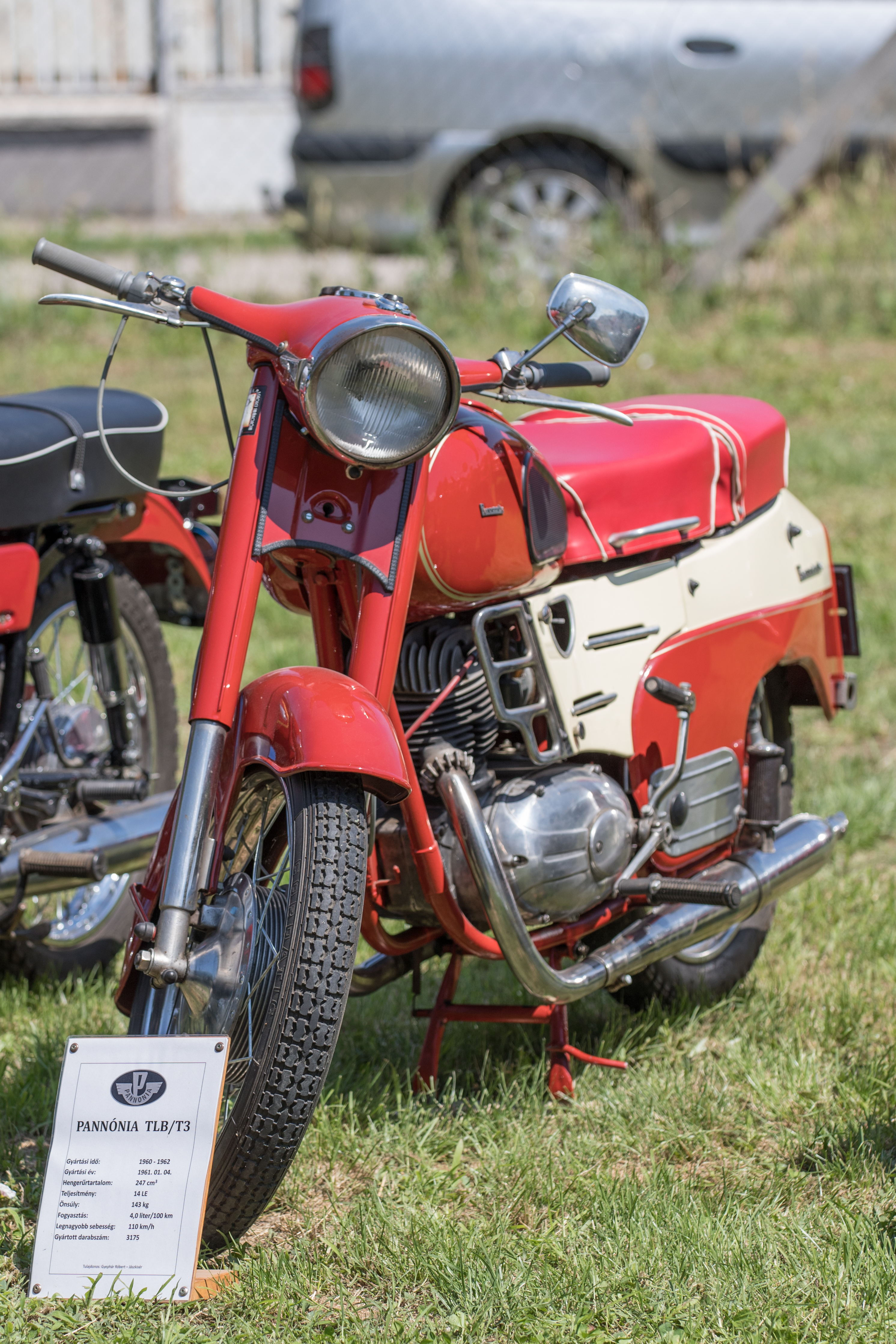
Pannónia T3 mit 14 PS aus Baujahr 1961

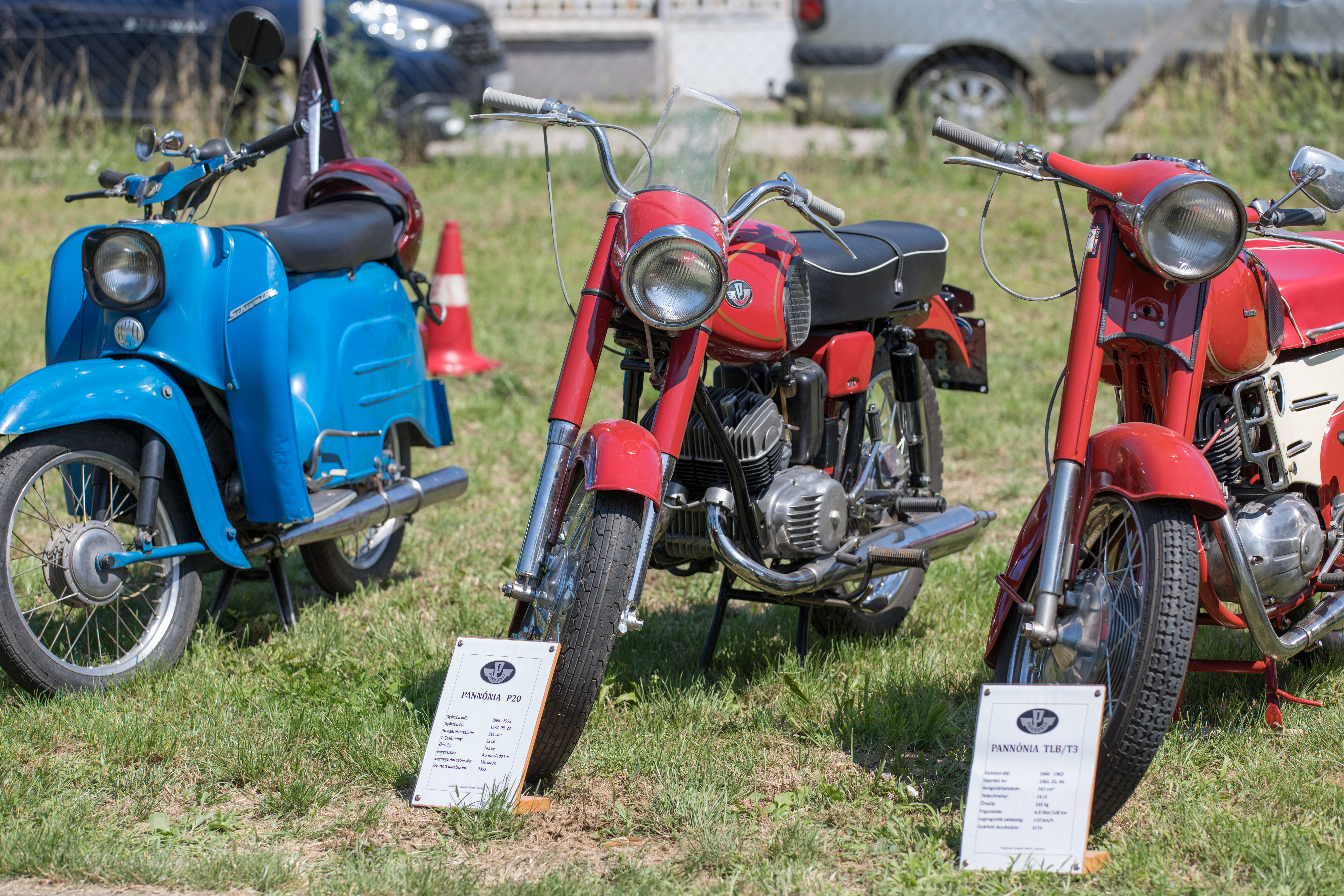
Pannónia P20 mit 22 PS aus Baujahr 1972

Pannónia ist eine ungarische Motorradmarke von Csepel in Budapest. Von 1954 bis 1975 wurden mehr als 600.000 Pannónia-Motorräder mit 250‑cm³-Zweitaktmotor produziert. Kleinere Motorräder von Csepel wurden unter der Marke Danuvia vertrieben.

## Modellgeschichte
Der Betrieb geht auf den Motorradbau von Manfred Weiss auf Csepel zurück. Das erste Pannónia-Modell hieß TL 250 und wurde von 1954 bis 1955 gebaut. Zwischen 1950 und 1959 wurden 100.000 250er produziert, die Hälfte davon wurde exportiert, unter anderem nach Brasilien und Indonesien, aber nur in sehr kleinen Stückzahlen. Der größte Abnehmer in den 1950er Jahren war die DDR; allein bis 1960 wurden mehr als 20.000 Stück importiert. Im selben Zeitraum gelangten etwa 12.000 Maschinen nach Polen und 6.000 Stück in die Sowjetunion und nach Jugoslawien. In der DDR wurde die Pannónia teilweise auf BVF-Vergaser umgerüstet, die neben besseren Fahrleistungen eine Verringerung des Kraftstoffverbrauchs mit sich brachten. Von der DDR-Fachpresse wurde wiederholt die fehlende Zusammenarbeit im sozialistischen Lager kritisiert, die unnötigerweise zur Produktion der im Vergleich zu MZ rückständigen Pannónia-Motorräder geführt habe.
1964 wurde von der KFT eine auf verschiedenen Messen bereits 1963 gezeigte leistungsgesteigerte Pannónia 250 LTL Luxus getestet, für die 16 PS bei 5250/min angegeben wurden. Diese Maschine erhielt ein schlechtes Urteil. Obwohl der Motor mit Kraftstoff-Öl-Gemisch 20 : 1 betrieben wurde und einen sehr hohen Kraftstoffverbrauch von 6,5 bis 6,9 l/100 km hatte, war er nicht vollgasfest und neigte zu Kolbenklemmern. Als eine der Ursachen galt die Doppelport-Auspuffanlage. Gleichzeitig hieß es, bereits die Standard-Pannónia mit damals 14 PS habe eine gewisse Neigung zu Kolbenklemmern gezeigt. Weiterhin wurden ungünstige Leistungs- und Drehmomentkurven bemängelt, erst ab 4000/min entwickelte die Maschine ausreichende Fahrleistungen. Lob galt lediglich dem ansprechenden Äußeren des Motorrads. Obwohl die Maschine wiederholt auf internationalen Messen ausgestellt war, wurde sie offenbar nicht in Serie produziert.
Im Mai 1965 wurde in Budapest der neue Typ P 10 mit 250-cm³-Einzylindermotor vorgestellt, der 7,5 : 1 verdichtet 16 PS bei 5250/min mit einem 27-mm-EFG-Vergaser leistete. Er hatte im Unterschied zum Vorgängertyp LTL einen Breitwandzylinder und einen neuen 16,5 Liter fassenden Tank. Die Modelle T 5 und P 10 hatten 19-Zoll-Räder, ihre Höchstgeschwindigkeit wurde mit 115 km/h angegeben. Auch über die Erprobung des 250-cm³-Zweizylinder-Modells P 20 wurde bereits berichtet, es ging jedoch erst Jahre später in Produktion.
Weitere Modelle (in Großserie) in zeitlicher Reihenfolge :
- TLF(T1)-TLB(T3)-TLD(T2): 1958–1961
- T 5: 1964–1975
- T 6: 16 PS (mit Ansauggeräuschdämpfer, für den Binnenmarkt)
- T 7: 17 PS (mit Ansauggeräuschdämpfer, Export in das westliche Europa)
- T 8: 1964-1968, 18 PS bei 5250/min (sportliche Variante ohne Ansauggeräuschdämpfer)
- T 9: 1965-1967, 22 PS bei 5500/min, 125 km/h
- P 10: 1966–1974, 1 Zylinder
- P 20: 1968–1974, 2 Zylinder
- P 12: 1974–1975, 1 Zylinder, 16,5 PS bei 5000/min, 18-Zoll-Räder[11]
- P 21: 1974–1975, 22 PS bei 6500/min (neu: Wälzlager, Telegabel mit Gummifaltenbalg, hinten offen liegende Federn, neuer Scheinwerfer)[12]

Von der P 20 wurden nur 7500 Stück, von der P 21 nur 5000 verkauft.
1975 wurde die Fertigung der Pannónia-Motorräder entsprechend des Fünfjahresplans für den Zeitraum ab 1976 eingestellt. Die Fertigungsanlagen wurden genutzt, um den Anteil der Fahrradproduktion bei Csepel zu vergrößern.

## Typenbezeichnungen
Das T steht für Teleskopgabel am Vorderrad, das L für Langschwinge. Der Buchstabe F zeigt Magnetzündung an. Ab 1960 wurde noch eine Lichtmaschine mit Batteriezündung eingeführt, dafür steht der Buchstabe D, das Modell TLD entstand. Die TLB war mit Magnet- oder Batteriezündung erhältlich, was zu den Bezeichnungen TLB-M (T3) und TLB-D (T4) führte. Darauf folgte 1964 die T5, ab 1968 entstand das leisere Modell T5 H.

## Technische Daten
Modell TL 250:
- Arbeitsprinzip des Motors: Zweitakt
- Anzahl der Zylinder: 1
- Bohrung × Hub: 68 mm × 68 mm
- Leistung: 10 PS (7,4 kW)
- Höchstgeschwindigkeit: 105 km/h
- Benzinverbrauch: 4,5 l/100 km, Zweitaktgemisch 1 : 20 (Freigabe für 1:25 erfolgte 1962 rückwirkend.[17])
- Zündung: Magnet
- Vergaser: Jikov, einfach, Durchmesser 25 mm
- Primärtrieb: Stirnrad (ab Mitte 1955 Kette)
- Getriebe: 4-Gang
- Sekundärtrieb: Kette
- Radaufhängung vorne: Teleskopgabel ohne Dämpfung
- Radaufhängung hinten: Schwingarm, hydraulische Stoßdämpfer
- Häufigste Lackierung: bordeauxrot

Das zweite Modell hieß TLT. Es wurde von 1956 bis 1957 gebaut. Folgende technische Änderungen gab es gegenüber dem Vorgängermodell:
- Leistung: 12 PS (8,1 kW)
- Vergaser:
  - Pannónia, einfach, Durchmesser 25 mm
  - Fischer Amal für die Exportmodelle
- Primärtrieb:
  - Kette
- Häufigste Lackierung :
  - 1956: apfelgrün
  - 1957: auch einige schwarze Exemplare bekannt

Modell P 20:
- Arbeitsprinzip des Motors: schlitzgesteuerter Zweitaktmotor
- Anzahl der Zylinder: 2
- Bohrung × Hub: 56 mm × 50 mm
- Leistung: 23 PS bei 7500/min
- Höchstgeschwindigkeit: 130 km/h
- Kraftstoffverbrauch: 4,2 l/100 km, Zweitaktgemisch 1 : 25
- Zündung: Batteriezündung
- Vergaser: zwei 20-mm-EFG
- Primärtrieb: Zahnräder 1:3,25
- Getriebe: 5-Gang
- Sekundärtrieb: gekapselte Kette
- Radaufhängung vorne: ölgedämpfte Teleskopgabel
- Radaufhängung hinten: Schwinge mit ölgedämpften Federbeinen
- Eigenmasse: 142 kg
- Bereifung: vorn 3.00-18, hinten 3.25-18
- Bremsen: Leichtmetall-Vollnabenbremsen 160 mm × 30 mm

## Nostalgie
Im Jahre 2010 wurde von der Firma Magyar Motorkerékpár (Ungarisches Motorrad) ein Modell mit der Bezeichnung Pannonia Bol d'Or entworfen, das vorerst nur limitiert hergestellt werden sollte. „2012 erschien ein weiterer bildschöner Motorradklassiker, die Pannonia Bol D'Or 400“.